# RTL Group
RTL Group é a maior companhia de rádio e televisão europeia, de propriedade majoritária do conglomerado de mídia alemão Bertelsmann. Ela possui 39 emissoras de televisão e 32 estações de rádio em 10 países. Sediada em Luxemburgo, a companhia está presente também na Alemanha, França, Bélgica, Países Baixos, Reino Unido, Áustria, Espanha, Hungria e Croácia, além de companhias de produção nos Estados Unidos.
A RTL Group é uma das maiores produtoras mundiais de conteúdo para televisão com game shows e telenovelas (principalmente através de sua divisão londrina FremantleMedia) como The X Factor, Pop Idol e Family Feud, Good Times, Bad Times, e, sob licença da Mark Burnett Productions, a produtora das versões não-norte americanas e distribuidora internacional de The Apprentice e Are You Smarter Than a 5th Grader?.
A RTL originalmente oscilou entre Radio Télévision Luxembourg (em francês) e Radio Television Leitzburg (em alemão).

## História
O RTL Group iniciou sua trajetória em 1931 como CLR ou Compagnie Luxembourgeoise de Radiodiffusion que operou a Radio Luxembourg. A CLR foi uma das 23 fundadoras da União Europeia de Radiodifusão, em 1950. O RTL Group é, ainda hoje, membro da UER com seu antigo nome: CLT Multi Media. Em 1954 ela foi renomeada CLT ou Compagnie Luxembourgeoise de Télédiffusion e iniciou suas transmissões televisivas. Em 1997 ela se fundou com a hamburguesa UFA Film- und Fernseh-GmbH para criar a CLT-UFA. Em 2000 ela se fundiu com a londrina Pearson TV e se tornaram RTL Group, o que também a permitiu entrar no prestigiado mercado de radiodifusão americano. A partir de outubro de 2005, a Bertelsmann detém 90.4% da companhia.
Uma das principais razões do sucesso precoce da RTL, além dos méritos relacionados ao conteúdo de sua programação, foi o Luxemburgo ter permitido estações comerciais de rádio e televisão muito antes de muitos países europeus. Esta flexibilidade permitiu à RTL transmitir para outros países (como Reino Unido, França, Alemanha e Países Baixos) em suas próprias linguagens. Muitos apresentadores de rádio britânicos começaram as suas carreiras na edição em língua inglesa da Radio Luxemborg, cuja audiência declinou como resultado de novas estações musicais no Reino Unido e teve sua transmissão cessada em meados da década de 1990 no satélite Astra Satellite. A Radio Luxembourg foi relançada em novembro de 2005 e está disponível online no website www.radioluxembourg.co.uk e no Digital Radio Mondiale.